# پسر جنگل (فیلم ۲۰۰۴)
پسر جنگل 
(به تلوگویی: Adavi Ramudu) فیلمی هندی محصول سال ۲۰۰۴ و به کارگردانی بی. گوپال است. در این فیلم بازیگرانی همچون پرابهاس، آرتی آگاروال، تلنگانا شکونتلا، نثار و رامیا کریشنان ایفای نقش کرده‌اند.